# Mount Ivy
Mount Ivy est une census-designated place du comté de Rockland, dans l'État de New York, aux États-Unis,. En 2020, elle compte une population de 7 657 habitants.